# Maroon Bells
Die Maroon Bells („kastanienbraune Glocken“) sind eine Gebirgsformation in den Elk Mountains, ca. 16 km südwestlich von Aspen im US-Bundesstaat Colorado. Die beiden Bergspitzen (South) Maroon Peak (4.315 m) und North Maroon Peak (4.270 m) liegen etwa 500 Meter auseinander. Beide Gipfel zählen zu den sogenannten Fourteeners, da sie jeweils über 14.000 Fuß hoch sind. Allerdings wird der niedrigere North Maroon Peak nicht in allen Aufzählungen als Fourteener geführt, da die Spitzen relativ eng beieinanderliegen.
Der Blick auf die Maroon Bells vom Tal des Maroon Creek soll der meistfotografierte Ort in Colorado sein.
Der Aufstieg wird nur erfahrenen Bergsteigern empfohlen. Der US Forest Service warnt auf Hinweisschildern sogar, dass dies die Deadly Bells seien, deren instabiler Fels „ohne Warnung tötet“. Das Attribut deadly wurde den Bergen 1965 zuteil, ein Jahr, in dem acht Kletterer bei fünf unterschiedlichen Bergunfällen zu Tode kamen. Die Maroon Bells bestehen nicht, wie die meisten anderen Berge der Rocky Mountains, aus Granit oder Kalkstein, sondern aus Tonstein, also vergleichsweise instabilem Sedimentgestein aus Millionen Jahre altem Schlamm oder Lehm. Nahezu alle Aufstiegsrouten sind daher steinschlaggefährdet. Diesem kastanienbraunen Tonstein verdanken die Maroon Bells aber auch ihre charakteristische Färbung und damit ihren Namen. 